# Citacions del president Mao
El llibre Citacions del president Mao  (Xinès simplificat: 毛主席语录, Xinès tradicional: 毛主席語錄, pinyin: Mao zhǔxí yǔlù), més conegut a Occident com el Llibre Roig de Mao o el Petit llibre roig, és un llibre publicat l'abril de 1964 pel govern de la República Popular de la Xina en el qual es recullen citacions i discursos pronunciats per Mao Zedong, que en aquell moment era el president del país i del Partit Comunista de la Xina. S'estima que des de la publicació se n'han imprès més de 900 milions d'exemplars per la qual cosa seria el segon llibre més publicat de la història, només superat per la Bíblia.

## El títol
El títol de  Petit llibre roig  li va ser donat a Occident per la seva edició de butxaca, feta especialment per a un maneig i transport més fàcils, ja que els membres del Partit Comunista havien de portar-lo sempre al damunt i la seva lectura era obligatòria en les escoles.
El seu nom col·loquial a la Xina és Llibre tresor roig (Xinès simplificat: 红宝书, Xinès tradicional: 紅寶書, pinyin: Hóng bǎoshū).

## Repercussió
Recopilat pel seu col·laborador Lin Biao, ministre de Defensa, cap de les forces armades i responsable del desenvolupament del culte a la personalitat al voltant de la figura de Mao, el llibre seria un dels instruments bàsics d'adoctrinament ideològic de les masses durant l'època de la Revolució Cultural, quan la doctrina del maoisme va ser exalçada a la Xina com evolució del marxisme-leninisme i culminació del pensament ideològic comunista. Durant aquest període, gairebé tot el que es publicava, inclòs els assajos científics, havia de contenir cites de Mao. El seu aprenentatge no només era obligatori en les escoles, sinó també en els llocs de treball, on s'organitzaven grups durant les hores de treball per estudiar-lo. La defensa que feia front als que consideraven contraproduent emprar el temps en aquesta tasca era que la seva lectura produïa una il·luminació que redunda en la millora de la producció.
Durant els anys seixanta va esdevenir la icona més visible de la Xina comunista, fins i tot més que la imatge del mateix Mao. Pràcticament tots els personatges que apareixien en els pòsters creats per la propaganda del Partit Comunista, excepte el mateix Mao, portaven el llibre a la mà.
En finalitzar la Revolució Cultural, al començament dels anys setanta (i principalment, després de l'arribada al poder de Deng Xiaoping el 1978), la importància del llibre va anar disminuint a poc a poc i l'ús de les seves cites va començar a ser vist com un excessiu culte a la personalitat de Mao. Actualment, encara que el llenguatge revolucionari de les cites de Mao ha caigut en desús a la Xina moderna, el llibre se segueix imprimint per a ser venut principalment com a record turístic.
N'hi ha traducció catalana, Citacions del president Mao Tsé-tung, publicada per Esquerra Catalana dels Treballadors.

## Contingut
El llibre consta de 33 capítols en què es recullen 427 cites, en uns casos són simplement una frase i en altres diversos paràgrafs.
| Capítol | Títol                                                           | Nombre de cites |
| ------- | --------------------------------------------------------------- | --------------- |
| 1       | El Partit Comunista                                             | 13              |
| 2       | Classes i lluita de classes                                     | 22              |
| 3       | Socialisme i comunisme                                          | 28              |
| 4       | El tractament correcte de les contradiccions en el si del poble | 16              |
| 5       | Guerra i pau                                                    | 21              |
| 6       | L'imperialisme i tots els reaccionaris són tigres de paper      | 10              |
| 7       | Atrevir-se a lluitar i a conquerir la victòria                  | 10              |
| 8       | La guerra popular                                               | 10              |
| 9       | L'exèrcit popular                                               | 8               |
| 10      | La direcció dels comitès del Partit                             | 14              |
| 11      | Línia de masses                                                 | 22              |
| 12      | Treball polític                                                 | 21              |
| 13      | Relacions entre oficials i soldats                              | 7               |
| 14      | Relacions entre exèrcit i poble                                 | 6               |
| 15      | Democràcia en els tres terrenys principals                      | 8               |
| 16      | Educació i ensinistrament militar                               | 9               |
| 17      | Servir el poble                                                 | 9               |
| 18      | Patriotisme i internacionalisme                                 | 7               |
| 19      | Heroïsme revolucionari                                          | 8               |
| 20      | Construir el nostre país amb laboriositat i economia            | 8               |
| 21      | Recolzar-se en els mateixos esforços i treballar dur            | 13              |
| 22      | Mètodes de pensament i de treball                               | 41              |
| 23      | Recerca i estudi                                                | 9               |
| 24      | Autoeducació ideològica                                         | 15              |
| 25      | Unitat                                                          | 5               |
| 26      | Disciplina                                                      | 5               |
| 27      | Crítica i autocrítica                                           | 15              |
| 28      | Comunistes                                                      | 18              |
| 29      | Quadres                                                         | 11              |
| 30      | Joves                                                           | 7               |
| 31      | Dones                                                           | 7               |
| 32      | Cultura i art                                                   | 8               |
| 33      | Estudi                                                          | 16              |